# Pierre Trichet
Pour les articles homonymes, voir Trichet.
Pierre Trichet (1586 ou 1587 - 1644) est un avocat du Parlement de Bordeaux, connu pour son cabinet de curiosités et son Traité des instruments de musique.

## Biographie
Il est fils de Nicolas Trichet, procureur au Parlement de Bordeaux (qui décède quand il a un an) et de Blanche d’Avril, issue d’une famille de magistrat. C’est son oncle Jean d’Avril qui l’instruit et qui lui transmet, semble-t-il, sa culture humaniste. Après des études au Collège de Guyenne, il devient avocat au Parlement de Bordeaux.
Il épouse en 1610 Gaillarde de Leys, la fille d’un procureur du Parlement de Bordeaux. Il la qualifia de plus terrible qu’une tigresse dans un de ses écrits. Elle lui donnera trois enfants dont un seul survivra : Raphaël Trichet du Fresne, auteur érudit et prolifique, bibliophile et bibliothécaire de Christine de Suède.
Trichet décède en 1644. On a de lui un portrait gravé (Paris BNF).
Trichet est un exemple de magistrat érudit, très habile dans la langue latine. Il a été bibliophile, amassant de nombreux ouvrages, les annotant au fil de ses lectures. Certains se retrouvent actuellement à la bibliothèque de Bordeaux. Il a été en relation avec des musiciens, tels Jean Escobar, maître de la psallette de Saint-Seurin de Bordeaux, et Hugues de Fontenay, en poste à Saint-Émilion et auteur de plusieurs messes et motets publiés à Paris chez Pierre I Ballard. Il a aussi été en relation avec les savants de son temps, tels le médecin Jean Rey ou le Minime Marin Mersenne, à qui il envoie deux lettres en 1631 relatives à des problèmes d’organologie. C’est tout ce qui reste de leur correspondance, qui fut pourtant plus fournie. Il est possible qu’il soit allé rencontrer Mersenne et son cénacle à Paris à cette époque.

## Œuvres

### Le cabinet de curiosités
Trichet avait rassemblé un « cabinet de curiosités », c’est-à-dire une collection d’objets rares. S’y trouvaient des livres précieux, des bronzes, des bibelots inhabituels, des peintures, des animaux empaillés, tout ce qui pouvait exciter la curiosité d’une personne éduquée. S’y trouvait aussi une vingtaine d’instruments de musique.
Il a publié en 1635 une plaquette qui inventorie son cabinet : Synopsis rerum variarum, tam naturalium quam artificialium, quae in musaeo Petri Tricheti Burdigalae reperiuntur = Dénombrement de diverses et curieuses choses du cabinet de Pierre Trichet, bourdelois. (S. l., 1635). - 12°, 20-16 p. et 1 fol. d’additions. Paris BNF : YC-12590.

### LeTraité des instruments de musique
- Traité des instruments de musique, par Pierre Trichet, Bourdelois. Paris, Bibliothèque Sainte-Geneviève : Ms 1070. 2° (275 x 200 mm), 151 f. avec figures[3]. Manuscrit autographe.

Ce traité est important ; il donne des informations complémentaires de celles qui se trouvent dans L’Harmonie universelle de Marin Mersenne (1636). Il est écrit dans un style accessible, moins complexe que celui de Mersenne. Sans négliger les anecdotes, Trichet explique l’étymologie du nom des instruments, leur description et leur usage, dans une approche assez systématique. Il émaille son traité de nombreuses références tirées des auteurs anciens jusqu’au XVIe siècle.
Publication moderne par François Lesure
- Dans Annales musicologiques : Moyen Âge et Renaissance 3 (1955) p. 283-387 et 4 (1956) p. 175-248.
- Supplément dans The Galpin Society Journal 15-16 (1962-1963) p. 73-84.
- Tiré-à-part : Pierre Trichet. Traité des instruments de musique (vers 1640). Publié avec une introduction et des notes par François Lesure. - Neuilly-sur-Seine : Société de musique d’autrefois, 1957. 4°, 191 p.
- Reprint : Genève, Minkoff, 1978.

### Œuvres diverses
- Petri Tricheti... Salmoneus fulmine ictus, tragoedia. – Bordeaux : Pierre de La Court, 1617. - 12°, 32 p. Paris BNF.
- Petri Tricheti... De Lygdae veneficae praestigiis libri tres. – Bordeaux : Pierre de La Court, 1617. (Traité sur la sorcellerie). Paris BNF, Bordeaux BM : D.33718 et B.4884.
- Petri Tricheti... Epigrammata et varia quaedam poematia. – Bordeaux : Pierre de La Court, 1617. – 12°, 64 p. Paris BNF, Bordeaux BM : B.4876(2).
- Petri Tricheti Burdigalensis Maria Aragonia tragoedia. – Bordeaux : Pierre de La Court, 1626. - 12°, 48 p. Paris BNF (ASp). Œuvre rééditée en 1635 chez le même imprimeur.
- In Rupellae deditionem trimetri iambici. - De Aggere Rupellano parodia graeci epigram... – S. l., [1628]. - 12°, 4 p.

Œuvre en rapport avec le Siège de La Rochelle (1627-1628).
- Petri Tricheti... Epigrammatum. – Bordeaux : A. Castera, 1635. – 12°, 64 p. Paris BNF, Bordeaux BM.

Les deux recueils d’épigrammes de 1617 et 1635 citent de nombreux magistrats et savants bordelais.
- Collection de portraits d'empereurs, rois, princes et autres personnages illustres. S.l.n.d., 104 planches. [Recueil factice assemblé par Trichet]. Bordeaux BM : P.F.6929.
- Trichet insère aussi une pièce latine à la fin de : Matteo Toscano, Anthologia epigrammatum, nunc primum edita. – Bordeaux : G. Vernoy, 1619. - 12°, 214 p. Paris BNF.